# Phragmatobia paucimaculata
Phragmatobia paucimaculata är en fjärilsart som beskrevs av Charles Oberthür 1911. Phragmatobia paucimaculata ingår i släktet Phragmatobia och familjen björnspinnare. Inga underarter finns listade i Catalogue of Life.